# توم فونتانا
توم فونتانا (بالإنجليزية: Tom Fontana)‏ هو منتج أفلام وكاتب سيناريو أمريكي، ولد في 12 سبتمبر 1951 في بوفالو في الولايات المتحدة.

## وصلات خارجية
- الموقع الرسمي
- توم فونتانا على موقع IMDb (الإنجليزية)
- توم فونتانا على موقع قاعدة بيانات الفيلم (الإنجليزية)